# Justo Pastor Dávila
Justo Pastor Dávila Herrera (Moquegua, 7 de agosto de 1829 - Lima, 11 de enero de 1901) fue un militar peruano que participó en la Guerra del Pacífico.

## Biografía
Justo Pastor Dávila nació en Moquegua, el 7 de agosto de 1829. Hijo de Vicente Dávila Pomareda y de Teresa Herrera Maura, se casó el 26 de diciembre de 1873 con Petronila Varela Matamoros, teniendo descendencia.
Inició su carrera en el ejército en 1843. Obtuvo el grado de Coronel EP en julio de 1865.
En 1879, era prefecto de Tarapacá y el presidente Mariano Ignacio Prado lo nombró comandante general de la División Vanguardia, que había estado bajo el mando del general Manuel G. De la Cotera.
Según Vicuña Mackenna, en su libro sobre la campaña de Tarapacá, tomo I:

Hubo asimismo varios cambios de entidad en el mando de las divisiones durante el mes de mayo, y es éste el momento oportuno de anotarlos.

Nombrado el Coronel Suárez jefe de estado mayor general, en reemplazo del Coronel Bustamante, ocupó su puesto de jefe de la segunda división el Coronel Cáceres a quien por antigüedad le correspondía.
Enfadado, a su turno, el General La Cotera, rehusó el puesto de jefe de estado mayor general y se dirigió a Lima solo con su asistente.

Entró a remplazarle el Coronel don Justo Pastor Dávila, prefecto de Iquique al estallar la guerra, JEFE VALIENTE, IMPETUOSO Y SUMAMENTE ACTIVO. Es natural del departamento de Moquegua.

Posteriormente fue nombrado jefe de la División Vanguardia, compuesta por el Batallón Puno N.º 6 y el Lima n.º 8 y así inicia su participación en las campañas terrestres de esta guerra
Nicanor Molinare en su libro sobre la batalla de Tarapacá menciona:

En el cuartel jeneral (sic) figuraba como jefe el jeneral de división don Juan Buendía, teniendo de ayudante de campo al coronel don Juan González, teniente coronel don Roque Sáenz Peña, sarjento (sic) mayor don Emilio Coronado, capitán don Lorenzo Marolin, i (sic) tenientes don Lorenzo Velásquez i don Luis Darcourt i de secretario a don Benito Neto.

La División de Vanguardia la mandaba el coronel don Justo P. Dávila, compuesta de los batallones Puno número 6 i Lima número 8, bajo el comando de los tenientes coroneles don Manuel Isaac Chamorro i de don Remijio (sic) Morales Bermúdez.

También participó en el combate de San Francisco y en la batalla de Tarapacá, en noviembre de 1879.
Defendiendo la capital peruana, está presente en las batallas de San Juan y Miraflores (13 y 15 de enero de 1881 respectivamente) así como después participaría en la Campaña de la Breña.
Falleció en Lima el 11 de enero de 1901.